# بيووكي
بيووكي (ويسكونسن) (بالإنجليزية: Pewaukee, Wisconsin)‏ هي بلدة و third-class city تقع في الولايات المتحدة في مقاطعة واكيشا (ويسكونسن). يقدر عدد سكانها بـ 13,195 نسمة ومساحتها 54.78 كم2 .

## التركيبة السكانية
قام مكتب تعداد الولايات المتحدة بتحديد بيانات التركيبة السكانية لبيووكيفي تعداد الولايات المتحدة. في ما يلي، التركيبة السكانية حسب تعدادي 2000 و2010.

### تعداد عام 2000
بلغ عدد سكان بيووكي 11,783 نسمة بحسب تعداد عام 2000، وبلغ عدد الأسر 4,553 أسرة وعدد العائلات 3,496 عائلة مقيمة في المدينة. في حين سجلت الكثافة السكانية 541.3 نسمة لكل ميل مربع (209.0/كم2). وبلغ عدد الوحدات السكنية 4,761 وحدة بمتوسط كثافة قدره 218.7 نسمة لكل ميل مربع (84.4/كم2).
وتوزع التركيب العرقي للمدينة بنسبة 97.22% من البيض و 0.08% من الأمريكيين الأصليين و 1.07% من الأمريكيين ذوي الأصول الآسيوية و 0.01% من سكان جزر المحيط الهادئ و 0.35% من الأمريكيين الأفارقة و 0.84% من عرقين مختلطين أو أكثر.
```
ونسبة 5.2% من الأسر كان لديها معيلات من الإناث دون وجود شريك، وكانت نسبة 23.2% من غير العائلات. تألفت نسبة 17.4% من أصل جميع الأسر من أفراد ونسبة 4.4% كانوا يعيش معهم شخص وحيد يبلغ من العمر 65 عاماً فما فوق. وبلغ متوسط حجم الأسرة المعيشية 2.93، أما متوسط حجم العائلات فبلغ 2.57.
```

بلغ العمر الوسطي للسكان 40 عاماً. وكانت نسبة 23.1% من القاطنين تحت سن الثامنة عشر، وكانت نسبة 5.8% بين الثامنة عشر والأربعة وعشرون عاماً، ونسبة 29.6% كانت واقعةً في الفئة العمرية ما بين الخامسة والعشرون حتى والأربعة وأربعون عاماً، ونسبة 30.8% كانت ما بين الخامسة والأربعون حتى الرابعة والستون، ونسبة 10.8% كانت ضمن فئة الخامسة والستون عاماً فما فوق. يوجد لكل 100 أنثى 99.5 ذكر، ويوجد لكل 100 أنثى في الثامنة عشر من عمرها فما فوق 98.2 ذكر.
بلغ متوسط دخل الأسرة في المدينة 75,589 دولار، أما متوسط دخل العائلة فبلغ 80,163 دولار. وكان متوسط دخل الذكور 55,810 دولار مقابل 35,320 دولار للإناث. وسجل دخل الفرد الخاص بالمدينة 34,851 دولار. وكانت نسبة 0.6% من العائلات ونسبة 1.3% من السكان تحت خط الفقر، وكان من هؤلاء نسبة 1.0% تحت سن الثامنة عشر ونسبة 2.3% في الخامسة والستين من العمر وما فوق.

### تعداد عام 2010
بلغ عدد سكان بيووكي 13,195 نسمة بحسب تعداد عام 2010، وبلغ عدد الأسر 5,410 أسرة وعدد العائلات 3,883 عائلة مقيمة في المدينة. في حين سجلت الكثافة السكانية 676.7 نسمة لكل ميل مربع (261.3/كم2). وبلغ عدد الوحدات السكنية 5,767 وحدة بمتوسط كثافة قدره 295.7 لكل ميل مربع (114.2/كم2).
وتوزع التركيب العرقي للمدينة بنسبة 94.3% من البيض و 0.3% من الأمريكيين الأصليين و 2.6% من الأمريكيين ذوي الأصول الآسيوية و 1.1% من الأمريكيين الأفارقة و 1.2% من عرقين مختلطين أو أكثر.
بلغ عدد الأسر 5,410 أسرة كانت نسبة 28.3% منها لديها أطفال تحت سن الثامنة عشر تعيش معهم، وبلغت نسبة الأزواج القاطنين مع بعضهم البعض 63.7% من أصل المجموع الكلي للأسر، ونسبة 5.6% من الأسر كان لديها معيلات من الإناث دون وجود شريك، بينما كانت نسبة 2.5% من الأسر لديها معيلون من الذكور دون وجود شريكة وكانت نسبة 28.2% من غير العائلات. تألفت نسبة 23.2% من أصل جميع الأسر من أفراد ونسبة 8.3% كانوا يعيش معهم شخص وحيد يبلغ من العمر 65 عاماً فما فوق. وبلغ متوسط حجم الأسرة المعيشية 2.87، أما متوسط حجم العائلات فبلغ 2.42.
بلغ العمر الوسطي للسكان 45.3 عاماً. وكانت نسبة 21.5% من القاطنين تحت سن الثامنة عشر، وكانت نسبة 4.9% بين الثامنة عشر والأربعة وعشرون عاماً، ونسبة 23% كانت واقعةً في الفئة العمرية ما بين الخامسة والعشرون حتى والأربعة وأربعون عاماً، ونسبة 34.2% كانت ما بين الخامسة والأربعون حتى الرابعة والستون، ونسبة 16.3% كانت ضمن فئة الخامسة والستون عاماً فما فوق. وتوزع التركيب الجنسي للسكان بنسبة 48.6% ذكور و51.4% إناث.